# Arcidiocesi di Delhi
L'arcidiocesi di Delhi (in latino Archidioecesis Delhiensis) è una sede metropolitana della Chiesa cattolica in India. Nel 2021 contava 95.000 battezzati su 29.139.000 abitanti. È retta dall'arcivescovo Anil Joseph Thomas Couto.

## Territorio
L'arcidiocesi comprende il distretto della capitale e i distretti di Gurgaon, Faridabad, Rohtak, Rewari, Mahindergarh, Jhajjar, Sonepat e Mewat (o Nuh) nello stato di Haryana, in India.
Sede arcivescovile è la città di Delhi, dove si trova la cattedrale del Sacro Cuore di Gesù (Sacred Heart Cathedral).
Il territorio è suddiviso in 66 parrocchie.

### Provincia ecclesiastica
La provincia ecclesiastica di Delhi, istituita nel 1913 con il nome di Simla, comprende le seguenti suffraganee:
- la diocesi di Jammu-Srinagar,
- la diocesi di Jullundur,
- la diocesi di Simla e Chandigarh.

## Storia
L'arcidiocesi di Simla fu eretta il 13 settembre 1910 con il breve Incensum di papa Pio X, ricavandone il territorio dall'arcidiocesi di Agra e dalla diocesi di Lahore (oggi arcidiocesi).
Con il breve Quae Catholico del 22 maggio 1913 lo stesso papa Pio X eresse la provincia ecclesiastica di Simla, assegnandole come suffraganee la diocesi di Lahore e la prefettura apostolica di Kafiristan e Kashmir (oggi diocesi di Islamabad-Rawalpindi).
Il 13 aprile 1937 con la bolla Inter apostolicas di papa Pio XI il territorio della capitale indiana, fino ad allora soggetto all'arcidiocesi di Agra, fu unito all'arcidiocesi di Simla, che assunse il nome di arcidiocesi di Delhi e Simla.
Il 4 giugno 1959 con la bolla Indicae genti di papa Giovanni XXIII l'arcidiocesi si è divisa, dando origine alla diocesi di Simla (oggi diocesi di Simla e Chandigarh) e all'arcidiocesi con la presente denominazione.

## Cronotassi dei vescovi
Si omettono i periodi di sede vacante non superiori ai 2 anni o non storicamente accertati.
- Anselm Edward John Kenealy, O.F.M.Cap. † (21 dicembre 1910 - 13 gennaio 1936 dimesso[3])
- Sylvester Patrick Mulligan, O.F.M.Cap. † (13 aprile 1937 - 16 agosto 1950 dimesso[4])
- Joseph Alexander Fernandes † (12 aprile 1951 - 16 settembre 1967 deceduto)
- Angelo Innocent Fernandes † (16 settembre 1967 succeduto - 19 novembre 1990 ritirato)
- Alan Basil de Lastic † (19 novembre 1990 - 20 giugno 2000 deceduto)
- Vincent Michael Concessao (7 settembre 2000 - 30 novembre 2012 ritirato)
- Anil Joseph Thomas Couto, dal 30 novembre 2012

## Statistiche
L'arcidiocesi nel 2021 su una popolazione di 29.139.000 persone contava 95.000 battezzati, corrispondenti allo 0,3% del totale.
| anno | popolazione | popolazione | popolazione | presbiteri | presbiteri | presbiteri | presbiteri                | diaconi | religiosi | religiosi | parrocchie |
| anno | battezzati  | totale      | %           | numero     | secolari   | regolari   | battezzati per presbitero | diaconi | uomini    | donne     | parrocchie |
| ---- | ----------- | ----------- | ----------- | ---------- | ---------- | ---------- | ------------------------- | ------- | --------- | --------- | ---------- |
| 1950 | 9.100       | 835.399     | 1,1         | 17         | 4          | 13         | 535                       |         | 12        | 54        | 12         |
| 1969 | 22.250      | 7.500.000   | 0,3         | 52         | 28         | 24         | 427                       |         | 52        | 151       | 12         |
| 1980 | 27.731      | 9.362.000   | 0,3         | 112        | 48         | 64         | 247                       |         | 215       | 279       | 19         |
| 1990 | 48.567      | 12.208.900  | 0,4         | 151        | 52         | 99         | 321                       |         | 264       | 407       | 30         |
| 1998 | 81.000      | 18.250.000  | 0,4         | 188        | 76         | 112        | 430                       |         | 291       | 539       | 46         |
| 2002 | 99.800      | 18.900.000  | 0,5         | 196        | 82         | 114        | 509                       |         | 287       | 634       | 47         |
| 2003 | 105.000     | 18.920.000  | 0,6         | 227        | 99         | 128        | 462                       |         | 307       | 828       | 51         |
| 2004 | 105.200     | 18.920.900  | 0,6         | 236        | 108        | 128        | 445                       |         | 378       | 815       | 60         |
| 2006 | 106.800     | 19.016.000  | 0,6         | 240        | 112        | 128        | 445                       |         | 301       | 815       | 70         |
| 2013 | 112.348     | 26.469.385  | 0,4         | 259        | 105        | 154        | 433                       |         | 423       | 526       | 84         |
| 2016 | 96.916      | 27.510.000  | 0,4         | 262        | 112        | 150        | 369                       |         | 338       | 540       | 61         |
| 2019 | 100.000     | 28.538.660  | 0,4         | 289        | 132        | 157        | 346                       |         | 349       | 413       | 61         |
| 2021 | 95.000      | 29.139.000  | 0,3         | 267        | 114        | 153        | 355                       |         | 321       | 525       | 66         |